# Браунерова, Зденка
Зденка Браунерова или Зденка (настоящее имя — Здислава Розалина Августа Браунер) (чеш. Zdenka Braunerová; 9 апреля 1858, Прага — 23 мая 1934, там же) — известная чешская художница конца XIX — начала XX веков, график, классик детской иллюстрации, мастер югенд-стиля. Одна из создательниц чешской детской книги.

## Биография
Дочь преуспевающего адвоката, члена Государственного совета. Талант к рисованию проявился у неё с раннего возраста. Родители отдали Зденку учиться у Амалии Манесовой, которая увидев талант ученицы, посвятила бо́льшую часть своего времени Зденке. Позже она продолжила обучение живописи в Высшей женской школе под руководством Собеслава Пинкаса.
Со временем Зденка стала всесторонней художницей — она занималась живописью и графикой, декоративно-прикладным искусством и дизайном стекла. Прекрасная пейзажистка.
Вдохновением для художницы стал Париж, где с 1881 по 1893 она ежегодно жила по нескольку месяцев. Обучалась в Академии Коларосси. Участвовала в культурной жизни, познакомилась со многими представителя художественного мира (К. Клоделем, М. Метерлинком, А. Франсом и др.), была послом чешского искусства во Франции и сыграла важную роль в обновлении чешской культуры на рубеже веков.
Так, известный скульптор Огюст Роден по её приглашению в 1905 посетил Богемию и Моравию.
В 1897 оформила ставшую классикой детской литературы и иллюстрации книгу В. Мрштика «Сказка мая».

## Галерея работ
|  |  |  |  |  |  |